# Château des Bassieux
Le château des Bassieux est situé à flanc de coteau, à l'ouest du bourg de la commune d'Anse, dans le département du Rhône.

## Histoire
En 1193 le chevalier Guichard de Marzé obtient de l'Église de Lyon le fief des Bassieux.
En 1760 le propriétaire est Perrichon de Châtillon et actuellement la famille Sain a acquis le domaine et Jules Marie Joseph Antoine Sain est viticulteur.

## Armoiries
- Marzé: fascé d'hermines et de gueules de 6 pièces

## Description

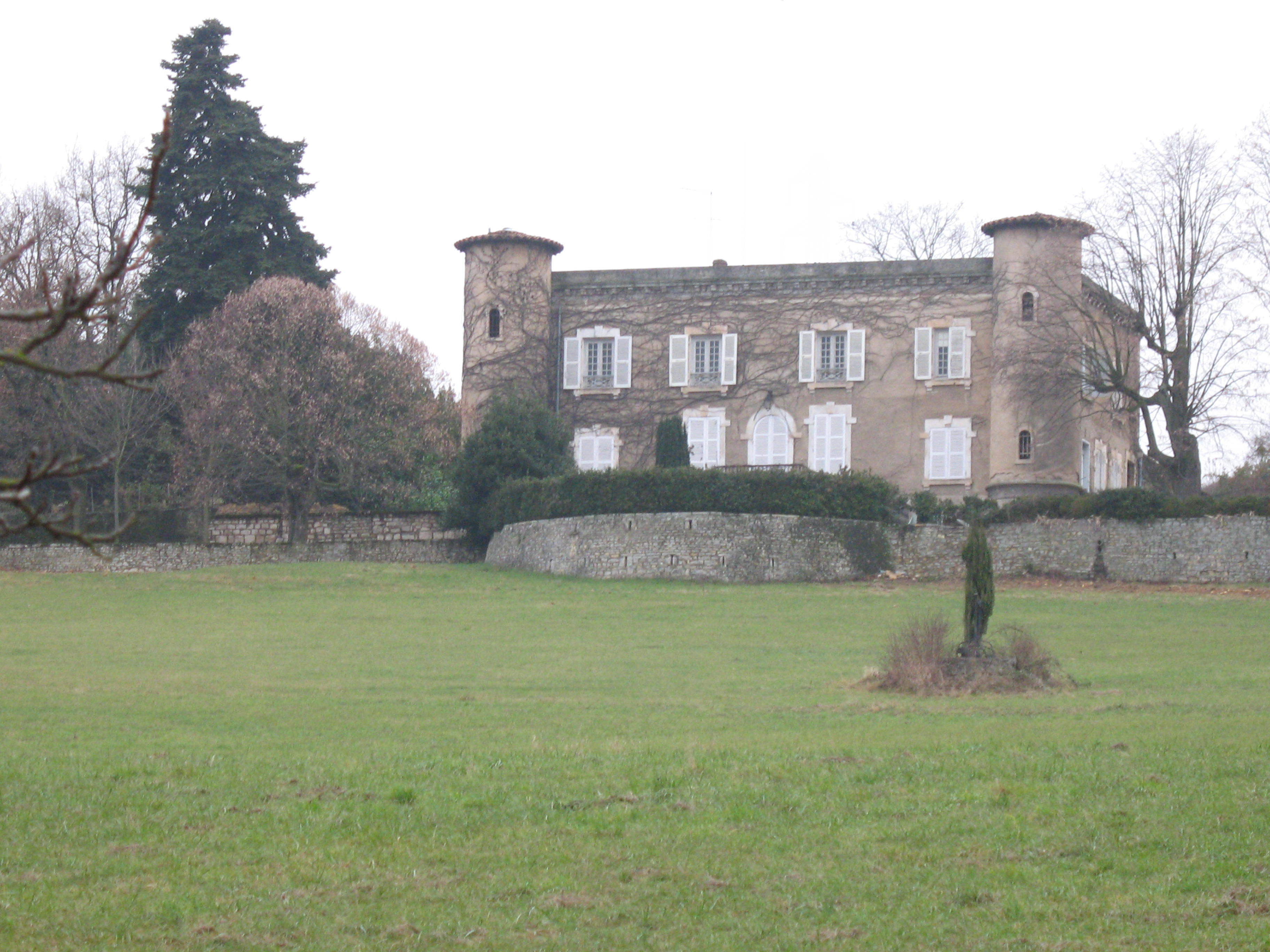
Façade est

- Le château, construit au XVIIIe siècle, a été restauré au XIXe siècle. Il a la forme d'un quadrilatère et comprend un rez-de-chaussée et un étage.
- La façade est et les deux tours rondes qui la flanquent étaient jadis couronnées de créneaux.

Le domaine est une propriété privée. Il ne se visite pas.